# الیزابت تئوریر
الیزابت «سیسی» تئوریر (زادهٔ ۲۰ سپتامبر ۱۹۵۶ میلادی) یک سوارکار اهل کشور اتریش است. او پس از ازدواج با نام الیزابت مکس تئوریر نیز شناخته می‌شود.

## زندگی‌نامه
تئوریر سوارکاری را از سن ۱۰ سالگی آغاز کرد. در سال ۱۹۶۸ او با مربی سوارکاری هانس مکس آشنا شد و با همکاری وی توانست موفقیت‌های اصلی خود را بدست بیاورد. ۱۵ سال پس از آن تئوریر الیزابت با مربی خود ازدواج کرد. در سال ۱۹۷۳ اسبش مان چری را به عنوان جایزه خرید یک اسب دیگر دریافت کرد. در ابتدا موفقیتی بدست نیاورد اما پس از تمرین و پیگیری او مهارت بسیاری در حرکت پییاف-پاساژ شهرت یافت. در مسابقات قهرمانی درساژ اروپا سال ۱۹۷۹ که در شهر آرهوس برگزار می‌شد وی همراه با اسبش مان چری مدال طلای این رقابتها را بدست آورد. یک سال پس از آن الیزابت همراه با اسبش مان چری قهرمان المپیک شد.
به دنبال آن موفقیت‌های دیگری نیز بدست آمد و او به همراه اسبی به نام آکاپولکو در بازی‌های المپیک تابستانی ۱۹۸۴ شرکت کرد و در ردهٔ یازدهم قرار گرفت. پس از یک وقفهٔ کوتاه جهت تولد دخترش ویکتوریا (در سال ۱۹۸۵) و پسرش یوهانس (در سال ۱۹۸۷) تئوریر به مسابقات بازگشت. در بازی‌های المپیک تابستانی ۱۹۹۲ با اسبی به نام لیختن اشتاین به مقام هشتم این رقابتها رسید.
پس از پایان حرفهٔ خود وی همکنون به پشتیبانی از دخترش که او نیز سوارکار المپیکی است می‌پردازد.تئوریر همچنین از سال ۲۰۰۲ ریاست فدراسیون سوارکاری اتریش را نیز بر عهده دارد.
الیزابت تئوریر یکی از سهام داران شرکت ریل راه‌آهن پلسر اند تئوریر است.